# Caneva
Caneva – miejscowość i gmina we Włoszech, w regionie Friuli-Wenecja Julijska, w prowincji Pordenone.
Według danych na rok 2004 gminę zamieszkiwało 6318 osób, 154,1 os./km².

## Współpraca
Miejscowość partnerska:
- Wanze, Belgia